# Mon avocate Fatma
Pour plus de détails, voir Fiche technique et Distribution.
Mon avocate Fatma (الأستاذة فاطمة ; Al Oustadhah Fatmah ) est une comédie policière égyptienne réalisée par Fatine Abdel Wahab et sortie en 1952.

## Synopsis
Fatma est une étudiante en droit qui obtient son diplôme et ouvre son propre cabinet d'avocats. À la faculté de droit, elle rencontre Adel, un autre étudiant. Ils deviennent rapidement amoureux l'un de l'autre et se mettent en couple. Le film met en lumière les difficultés rencontrées par les femmes actives à cette époque dans la société égyptienne. L'un des clients d'Adel l'implique dans un crime. Adel devient lui-même suspect, mais grâce au soutien et à la défense de Fatma, il gagne sa liberté. Après avoir gagné le procès, Fatma et Adel se marient ensemble.

## Fiche technique
- Titre français : Mon avocate Fatma ou Maître Fatma[1]
- Titre original arabe : الأستاذة فاطمة[2] ; Al Oustadhah Fatmah[1]
- Réalisateur : Fatine Abdel Wahab
- Scénario : Ali El Zorkani
- Photographie : Wahid Hamed
- Musique : Fouad El Zahiri
- Production : Mahmoud Zoulficar, Mahmoud Farid, Hassan Al Saïfi, Taha Zafrane Tantaoui, Aldo Salvi
- Société de production : Amir Film (M. Zoulficar), Studios Al Ahram, Distribution nationale du Cinéma et du Commerce
- Pays de production :  Égypte
- Langue de tournage : arabe
- Format : Noir et blanc - 1,37:1 - Son mono - 35 mm
- Durée : 115 minutes
- Genre : Comédie policière
- Dates de sortie :
  - Égypte : 21 février 1952
  - France : 21 janvier 1955[1]

## Distribution
- Faten Hamama : Fatma
- Kamal Al Chennawi (ar) : Adel
- Lola Sedki (ar)
- Abdel-Fatah Al Kossari (ar)
- Saïd Abou-Bakr (ar)